# Isocinetica
L'isocinetica è una metodica utilizzata nella riabilitazione motoria, nella riatletizzazione, nel potenziamento muscolare e nella valutazione funzionale dell'atleta. Si giova dell'utilizzo di macchine particolari, che hanno la capacità di mantenere una velocità angolare costante e controllata nell'arco del movimento.

## Storia
Diversi tentativi rudimentali di costruire dispositivi isocinetici vennero effettuati già negli anni venti. Il concetto venne ripreso in Germania negli anni cinquanta da Hettinger e Muller, noti per i loro studi sull'allenamento isometrico, ma i fondamenti veri e propri dell'isocinetica vennero gettati negli Stati Uniti alla fine degli anni sessanta dall'ingegner James Perrine, che nel 1967 brevettò il primo dispositivo isocinetico funzionante, il Cybex 1, e due anni dopo cedette il brevetto alla Lumex Inc., che commercializzò i primi dispositivi col marchio Cybex.
Nello stesso anno sul Physical Therapy (pubblicazione della American Physical Therapy Association) apparvero i primi studi sull'isocinetica realizzati da lui stesso ed altri.
L'isocinetica iniziò ad essere oggetto approfondito di studi accademici e di applicazione nell'ambito dello sport professionistico. Degni di nota i risultati di Michael Dillingham, direttore del programma di medicina dello sport alla Stanford University e medico sociale della squadra di football americano dei San Francisco 49ers.
Oggigiorno l'allenamento isocinetico viene comunemente effettuato anche al di fuori dei centri specializzati.

## Dispositivi
Le macchine isocinetiche utilizzate nei trattamenti utilizzano un meccanismo di tipo robotico o idraulico, in grado di aumentare o diminuire la coppia a seconda della resistenza incontrata e del carico in ogni punto dell'escursione. Permettono tipicamente un monitoraggio computerizzato in tempo reale dell'esercizio e forniscono un feedback visivo immediato a chi le utilizza.
Raggiunta la velocità impostata, dopo la fase iniziale di accelerazione, la macchina assorbe la forza ulteriormente applicata. Non consente perciò l'accelerazione, resa possibile dal miglioramento della leva, tramite una resistenza accomodante applicata al segmento corporeo. La resistenza che il muscolo incontra rimane quindi costante, mentre nei comuni movimenti dinamici la tensione varia al variare della leva.
Le macchine isocinetiche si dividono in pluriarticolari, che consentono di lavorare sui più importanti distretti mio-articolari, e monoarticolari. Di particolare importanza l'utilizzo nella riabilitazione del ginocchio.